# تيد ديم
تيد ديم (بالإنجليزية: Ted Demme)‏ مواليد 26 أكتوبر 1963 في نيويورك - الوفاة 13 يناير 2002 في سانتا مونيكا، الولايات المتحدة، هو ممثل ومخرج ومنتج أمريكي بدأ مسيرته الفنية سنة 1988. فاز بجائزة الإيمي برايم. من أعماله فيلم الدراما تمبلويدس.

## روابط خارجية
- تيد ديم على موقع IMDb (الإنجليزية)
- تيد ديم على موقع روتن توميتوز (الإنجليزية)
- تيد ديم على موقع مونزينجر (الألمانية)
- تيد ديم على موقع ألو سيني (الفرنسية)
- تيد ديم على موقع ميوزك برينز (الإنجليزية)
- تيد ديم على موقع أول موفي (الإنجليزية)
- تيد ديم على موقع قاعدة بيانات الأفلام السويدية (السويدية)
- تيد ديم على موقع إن إن دي بي (الإنجليزية)
- تيد ديم على موقع ديسكوغز (الإنجليزية)
- تيد ديم على موقع قاعدة بيانات الفيلم (الإنجليزية)